# يونيسيات
اليونيسيات (الاسم العلمي: Eunicida)، رتبة حيوانات بحرية من كثيرات الأشعار، تشمل سبعة فصائل.

## الفصائل
يشمل السجل العالمي للأنواع البحرية (WoRMS) سبع فصائل منتمية لرتبة وهي كتالي:
- Dorvilleidae
- يونيسية
- Hartmaniellidae
- Ichthyotomidae
- Lumbrineridae
- Oenonidae
- Onuphidae